# Zlot polonez
Zlotul (plural: Zloți) este unitatea monetară poloneză. În poloneză se scrie złoty (pronunțat [ˈzwɔtɨ] ⓘ; aprox. „zuó-tî”), însemnând „de aur”. Este divizat în 100 de grosz (pronunțat [ɡrɔʂ] ⓘ; aprox. „groș”).
La 1 ianuarie 1995, zlotul nou (PLN) a înlocuit zlotul vechi (PLZ, care fusese creat în 1950), în urma hiperinflației de la începutul anilor 1990 la cursul de 1 PLN = 10.000 PLZ.
Politica monetară este de competența Băncii Naționale a Poloniei (în poloneză Narodowy Bank Polski - NBP), prezidată, din 10 iunie 2010, de Marek Belka.
- codul ISO 4217 al devizei: PLN
- Rata de schimb (06/2008):  1 RON = 0,92 PLN; 1 Euro = 3,36 PLN; 1 USD = 2,16 PLN

Datorită hiperinflației în anii 1990, punctul decimal al devizei a fost mutat cu patru locuri. De aceea 10.000 zloți vechi (PLZ) = 1 zlot nou (PLN).

## Istoria zlotului polonez

### Primul zlot: Regatul Poloniei și Uniunea Polono-Lituaniană

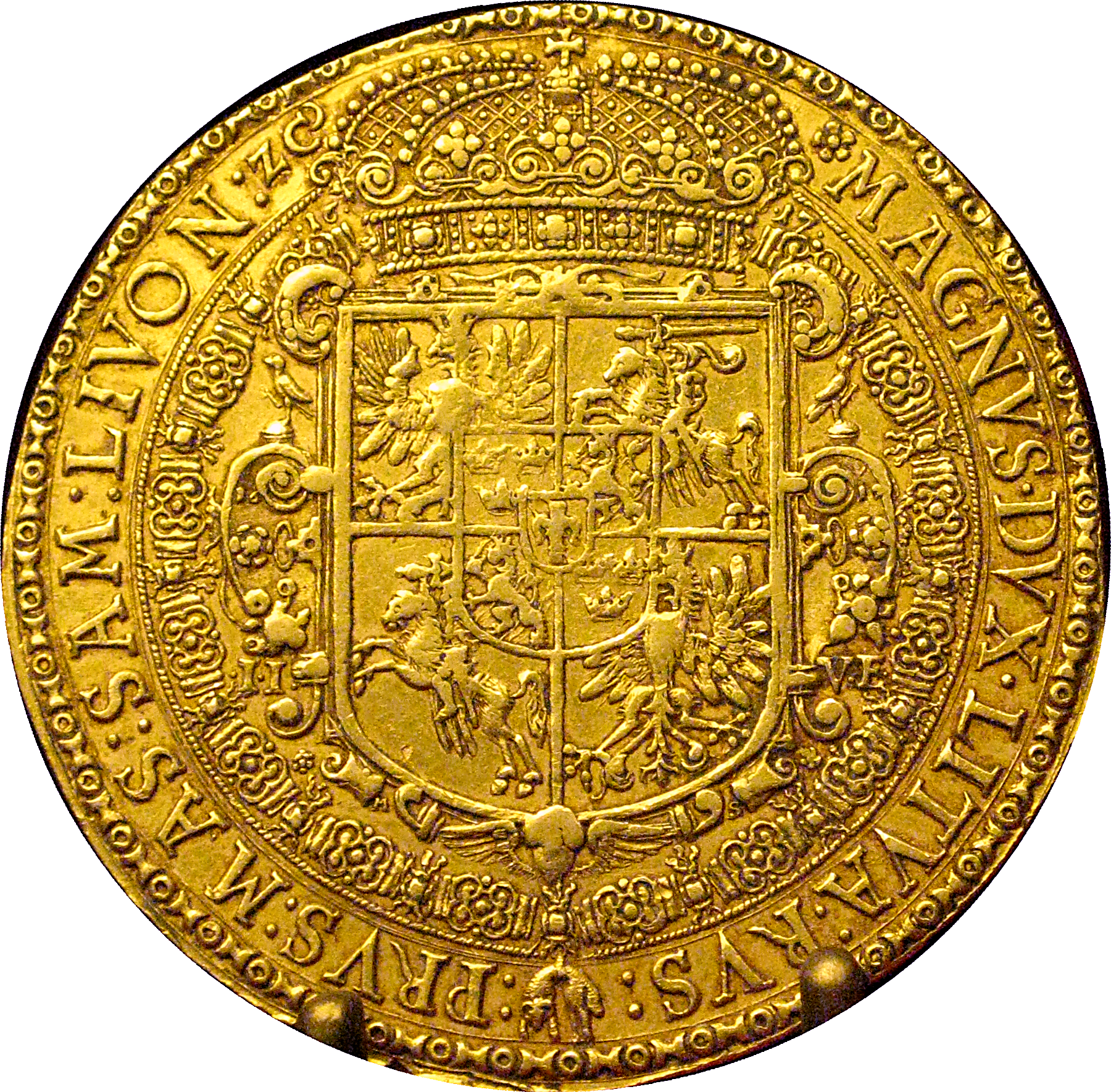
15 ducați ai Uniunii Polono-Lituaniene;
moneda a fost emisă sub Sigismund al III-lea Vasa, în 1617.

Zlotul este o unitate valutară tradițională poloneză datând din Evul Mediu. Inițial, în de-a lungul secolelor al XIV-lea și al XV-lea, numele era folosit pentru tot felul de monede străine de aur, folosite în Polonia, îndeosebi monede din Veneția și ducați din Ungaria.
În 1496 Dieta a aprobat crearea unei monede naționale, „zlotul”, a cărei valoare a fost fixată la 30 grosz, monedă bătută din 1347 și calchiată (imitată) după groșul din Praga. Grosz-ul era subdivizat în doi „polgrosz” și trei „solidi”.
Denumirea de złoty (denumit uneori florin) a fost folosit pentru diferite monede, incluzând moneda de 30 de groszy, denumită polski złoty, czerwony złoty (złoty roșu) și złoty reński (florin renan), care au fost în circulație în acel moment.
Până în 1787 cursul monedei „zloty” era legat de cel al Talerului din Sfântul Imperiu Roman de Națiune Germană (1 taler = 8 zloty), apoi a fost devalorizat în două rânduri înainte de a treia împărțire a Poloniei (1795), care a pus capăt statului polonez independent.

### Polonia dezmembrată
Zlotul a continuat să circule după împărțire. Ducatul Varșoviei  (1807-1815) a bătut monede exprimate în „grosz”, „złoty” și „thaler” și a emis bancnote exprimate în „thaleri”.
La Congresul de la Viena din 1815, Ducatul Varșoviei a devenit Regatul Poloniei, revenit țarului Rusiei. Începând din 1816, zlotul este aliniat rublei (1 zloty = 15 copeici, iar 1 grosz = ½ copeică). Groșii și zloții au fost bătuți la Varșovia până în 1850, dar din 1832 (după eșecul insurecției din 1830-1831) au circulat în Polonia și piese monetare exprimate în ruble.
Între 1835 și 1846, Orașul Liber Cracovia, un alt rezultat al Congresului de la Viena, a emis propria sa monedă, zlotul din Cracovia.
Începând din 1850, unica monedă emisă în regatul Poloniei a rămas rubla; monedele metalice erau cele rusești, iar bancnotele erau emise de Banca Poloniei. După eșecul revoltei din ianuarie 1863, sistemul monetar polonez a fost integrat în totalitate celui al Imperiului Rus. Totuși, monedele de aur emise anterior au rămas în circulație, până în 1914, în paralel cu rublele-aur, poreclite în Polonia świnki („porci”) și suverani.

### În secolul al XX-lea

#### Moneda Republicii Polone (1919-1939)

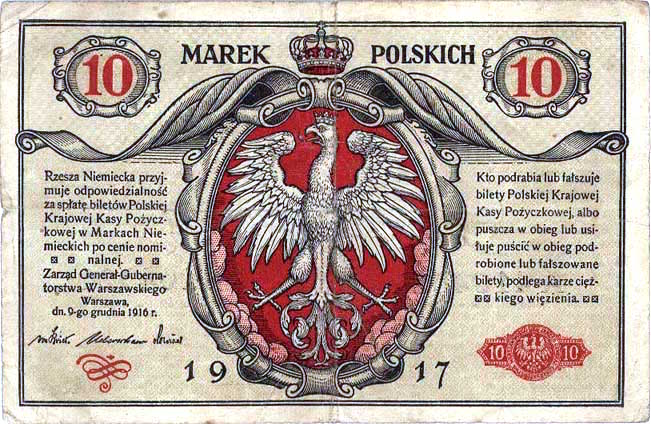
Bancnotă cu valoarea nominală de 10 Marek Polskich, 1917

După ocuparea Poloniei de către germani în timpul Primului Război Mondial în 1917, rubla a fost înlocuită de marca poloneză (la plural marki și marek), a cărei valoare inițială a fost egală cu valoarea mărcii germane, dar a suferit devalorizări începând din 1919.
Al doilea zlot

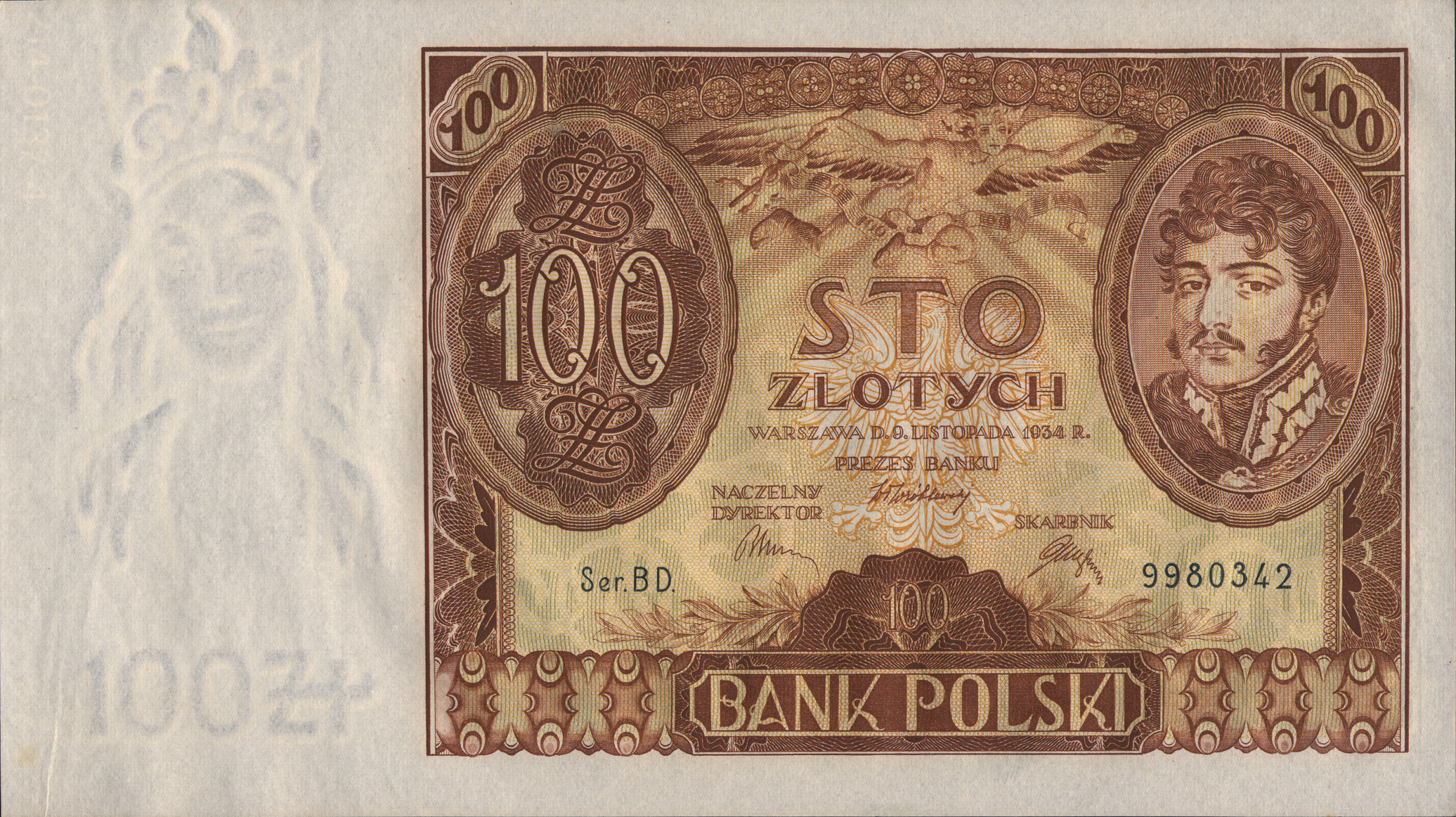
Bancnotă cu valoarea nominală de
100 złotych, emisă la 9 noiembrie 1934, de Banca Poloniei (avers).

Zlotul a fost reintrodus în 1924, după o perioadă de hiperinflație și de haos monetar care a urmat Primului Război Mondial, cu un curs de 1 zloty pentru 1.800.000 de mărci poloneze. 1 zlot = 100 groszy = 0,1687 grame de aur

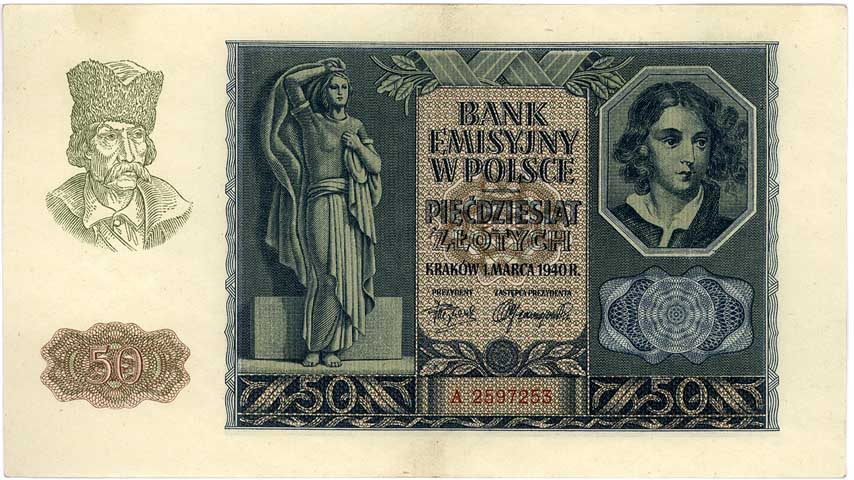
Bancnotă cu valoarea nominală de 50 złotych, emisă
de Banca de Emisiune în Polonia (avers), în 1940.

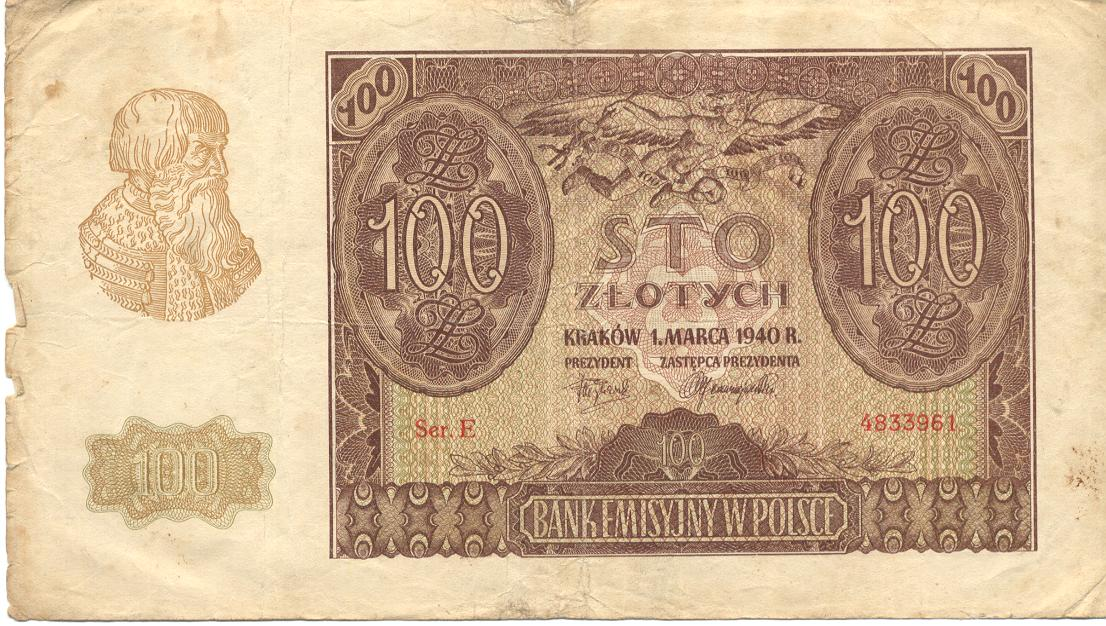
Bancnotă cu valoarea nominală de 100 złotych, emisă la 1 martie 1940,
de Banca de Emisiune în Polonia (avers).

Moneda Poloniei în timpul celui de Al Doilea Război Mondial
În urma invadării Poloniei, în septembrie 1939, autoritățile germane au decis ca bancnotele poloneze emise înainte de război să-și păstreze validitatea pe teritoriul Guvernământului General, cu excepția a două cupiuri cu valorile nominale cele mai ridicate, care au trebuit să fie retrase în depozit pentru a fi ștampilate cu roșu, pe revers, cu mențiunea în  germană Gebiete polnischen besetzen: „teritorii poloneze ocupate”, apoi au fost reintroduse în circulație, în așteptarea emiterii de noi bancnote, însă consemnul a fost puțin urmat de efecte, iar această ștampilare a fost falsificată masiv. Doritori de a menține încrederea populației în monedă și de a ușura gestiunea trezoreriei în teritoriile ocupate, germanii au hotărât să păstreze denumirea de złoty și să-i propună lui Felix Mlynarski, fost vicepreședinte al Băncii Poloniei (dizolvată), cât și lui Wladyslaw Grabski, un alt economist de renume, administrarea monedei pe teritoriul Guvernământului General. Aceștia au reușit să obțină de la germani ca noile cupiuri să fie redactate exclusiv în polonă, iar în numele băncii emitente să figureze cuvântul Polonia. Noua instituție bancară, denumită Banca de Emisiune în Polonia (în poloneză Bank Emisyjny w Polsce), a fost creată în aprilie 1940. Rata de schimb a fost fixată la 1 Reichsmark = 2 złote.

Împreună cu Crucea Roșie a Poloniei, a rămas, în tot timpul războiului, singurul organism oficial autorizat de germani să poarte un nume care făcea, în mod explicit, referire la Polonia. Politica monetară a rămas totuși subordonată în fapt autorităților germane de ocupație, care au crescut, în mod considerabil, cantitatea de monedă în circulație, reducându-se astfel nivelul de trai (inflație).
Teritoriile poloneze situate în afara Guvernământului General au fost fie încorporate celui de al Treilea Reich, unde doar Reichsmark avea curs legal, fie ocupate de Uniunea Sovietică, unde circula rubla. Abia începând din 22 iulie 1944, o monedă purtând numele de złoty a fost reintrodusă de sovietici în teritoriile preluate de la germani (doar bancnote).

#### Al treilea zlot
În 1950 guvernul a instaurat un „al treilea złoty”, care valora 100 złotych din 1944. Această nouă monedă nu a devenit liber convertibilă decât în 1990.

### Noul złoty (al patrulea zlot)

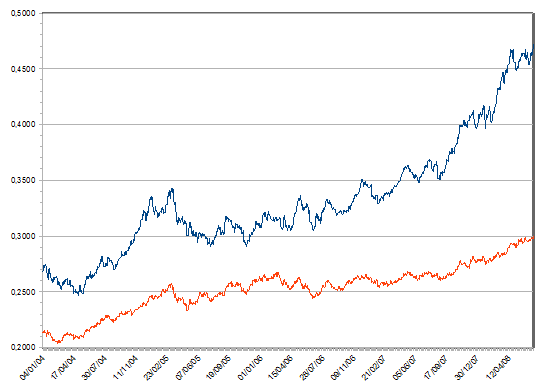
Patru ani și jumătate de creștere continuă
Evoluția cursului monedei złoty față de dolar (în albastru) și față de euro (în roșu), între 1 ianuarie 2004 și 30 iunie 2008.

După căderea  regimului comunist, trecerea în anii 1990 la economia de piață a antrenat o inflație galopantă. Noul guvern a hotărât crearea unui „nou złoty” (al patrulea zlot), al cărui curs a fost fixat la 10.000 zloți vechi. Acest złoty reevaluat a intrat în circulație la 1 ianuarie 1995, și se schimba atunci aproximativ contra 0,62 Deutsche Mark.
După 1999 (anul introducerii euro), paritatea medie a złoty față de euro este de circa 4 zloți pentru 1 euro.  Aceasta a coborât la 5 zloți pentru un euro (minimul atins la 23 februarie 2004, și a crescut progresiv timp de patru ani și jumătate, atingând 3,20 zloți pentru 1 euro la 28 iulie 2008, apoi a scăzut brutal până în februarie 2009, până a „flirtat” cu minimul său atins cu cinci ani mai devreme. Din al doilea semestru al anului 2009, zlotul se schimbă contra 0,22 până la 0,26 euro. 

## Trecerea la euro

Evoluția ratei de schimb a Złoty în raport cu Euro începând cu 1999.

Aderarea Poloniei la Uniunea Europeană în 2004 implică adoptarea în viitor a monedei euro, întrucât țara și-a însușit, fără excepție, toate tratatele europene anterioare: Maastricht, Amsterdam și Nisa. Polonia nu poate, prin urmare, să ceară derogarea de la adoptarea monedei unice europene, contrar Danemarcei și Regatului Unit, negociatori și semnatari ai tratatelor precedente, care au obținut o clauză specială. Data aderării la Zona euro era stabilită, se pare, să aibă loc la 1 ianuarie 2017, ceea ce ar fi implicat intrarea în mecanismul „ERM 2” de stabilizare a schimburilor în 2014.
Totuși Beata Szydło, actuala prim-ministru din Polonia, a afirmat în mai multe rânduri că nu se gândește să abandoneze zloții atâta timp cât nivelul mediu al salariilor poloneze nu ar fi aliniat cu cel al salariilor germane și a hotărât chiar închiderea serviciului care era însărcinat cu pregătirea Poloniei la adoptarea monedei unice, prelungind acest termen sine die.

## Ratele medii de schimb anuale din anii precedenți
| Anul        | USD      | XEU/EUR  | DEM        | GBP       | CHF      | JPY      |
| 1990        | 9500,00  | 12070,50 | 5864,19    | 16862,50  | 6884,05  | 6545,00  |
| 1991        | 10584,26 | 13088,29 | 6378,62    | 18 652,81 | 7379,05  | 7872,35  |
| 1992        | 13630,12 | 17662,35 | 8761,51    | 24009,90  | 9742,76  | 10777,66 |
| 1993        | 18164,84 | 21204,91 | 10975,20   | 27274,86  | 12308,00 | 16416,00 |
| 1994        | 22726,95 | 26913,49 | 14049,60   | 34772,23  | 16670,93 | 22416,00 |
| Denominarea |          |          |            |           |          |          |
| 1995        | 2,4244   | 3,1358   | 1,6928     | 3,8257    | 2,0545   | 0,0258   |
| 1996        | 2,6965   | 3,3774   | 1,7920     | 4,2154    | 2,1826   | 0,0248   |
| 1997        | 3,2808   | 3,7055   | 1,8918     | 5,3751    | 2,2627   | 0,0272   |
| 1998        | 3,4937   | 3,9231   | 1,9888     | 5,7907    | 2,4149   | 0,0268   |
| 1999        | 3,9675   | 4,2270   | 2,1612     | 6,4197    | 2,6413   | 0,0350   |
| 2000        | 4,3464   | 4,0110   | 2,0508     | 6,5787    | 2,5747   | 0,0403   |
| 2001        | 4,0939   | 3,6685   | fix 1,9558 | 5,8971    | 2,4298   | 0,0337   |
| 2002        | 4,0795   | 3,8557   | –          | 6,1293    | 2,6288   | 0,0329   |
| 2003        | 3,8889   | 4,3978   | –          | 6,3570    | 2,8911   | 0,0339   |
| 2004        | 3,6540   | 4,5340   | –          | 6,6904    | 2,9370   | 0,0337   |
| 2005        | 3,2348   | 4,0254   | –          | 5,8833    | 2,5999   | 0,0294   |
| 2006        | 3,1025   | 3,8951   | –          | 5,7116    | 2,4761   | 0,0266   |
| 2007        | 2,7667   | 3,7829   | –          | 5,5310    | 2,3035   | 0,0235   |
| 2008        | 2,3708   | 3,4908   | –          | 4,2200    | 2,2291   | 0,0234   |
| 2009        | 3,1175   | 4,3276   | –          | 4,8563    | 2,8665   | 0,0333   |
| 2010        | 3,0179   | 3,9939   | –          | 4,6587    | 2,8983   | 0,0345   |
| 2011        | 2,9636   | 4,1190   | –          | 4,7463    | 3,3474   | 0,0373   |
| 2012        | 3,2581   | 4,1852   | –          | 5,1605    | 3,4724   | 0,0409   |
| 2013        | 3,1608   | 4,1975   | –          | 4,9437    | 3,4100   | 0,0324   |

## Ortografie și gramatică poloneză
Acordul în număr al substantivelor și adjectivelor este destul de complex în limba polonă, întrucât există mai multe feluri de plural.
- propoziția nominală[5]se acordă la singular cu numărul 1, cum este și în română;
- propoziția nominală se acordă la plural la toate cazurile cu 2, 3 și 4 și cu toate numerele a căror ultimă cifră este 2, 3 sau 4 (cu excepția numerelor 12, 13, 14);
- propoziția nominală se acordă la genitiv plural cu toate celelalte numere (de exemplu cele care se termină prin 5, 6, 7, 8, 9, 0, 11, 12, 13 sau 14) inclusiv numerele cu fracții ordinare sau zecimale.

La nominativ și la acuzativ (cazurile care exprimă noțiunile de subiect și de obiect), se folosesc formele złoty, złote sau złotych și formele grosz, grosze sau groszy:
- (a) nominativ/acuzativ singular : złoty și grosz,

doar cu numărul 1
jeden złoty (1 zł), jeden grosz (1 gr);
- (b) nominativ/acuzativ plural : złote și grosze,

cu numerele 2, 3 și 4, și cu orice numere în care cifra unităților este 2, 3 sau 4
dwa złote (2 zł), cztery grosze (4 gr);
- (c) genitiv plural: złotych și groszy,

cu toate numerele care nu au fost deja menționate, inclusiv numerele cu fracții și cu zecimale:
pięć złotych (5 zł), jedenaście groszy (11 gr), dwa i pół złotych (2,50 zł), milion złotych (1.000.000 zł).